# Ernst Hofacker

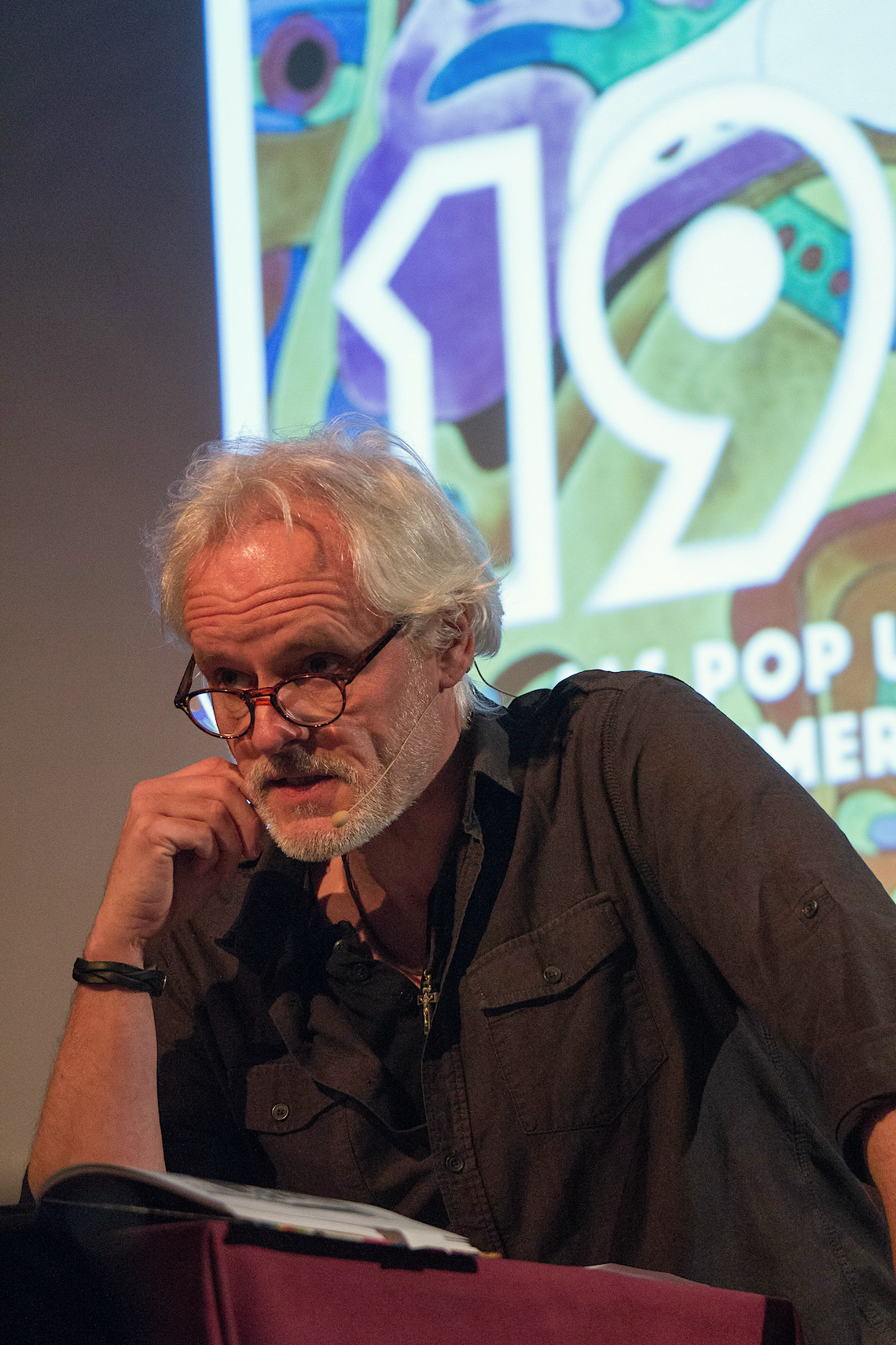
Ernst Hofacker bei einer Lesung in Herne, 2018

Ernst Hofacker (* 24. April 1957 in Recklinghausen) ist ein deutscher Autor, Musikjournalist, Radiomoderator und Redakteur.

## Leben
Hofacker schloss ein Studium der Sozialpädagogik an der Fachhochschule Münster 1982 mit einem Diplom ab und arbeitete bis 1989 in diesem Beruf.
Als Gitarrist spielte er seit 1975 in diversen Amateurbands, 1985 begann er als Freier Mitarbeiter der Westfälischen Nachrichten erste Artikel zu schreiben.
1989 zog Hofacker nach München. Zunächst arbeitete er dort als Musikredakteur für den lokalen Sender Radio Charivari, 1990 bis 1992 folgte ein Volontariat beim Printmagazin Soundcheck. Ende 1992 wechselte er als Musikredakteur zu Bravo, ab 1995 folgten acht Jahre in der Redaktion des Musikexpress. Von 2003 bis 2008 betreute Hofacker als Textchef das Jugendmagazin Yam!. Anschließend entwickelte er das Konzept für die Neuauflage des Musikmagazins Sounds als Tochtermagazin des Rolling Stone, dessen Redaktion er bis 2009 leitete.
Seit 2010 arbeitet Hofacker als freier Journalist und Autor. Von 2010 bis 2013 leitete er als Chefredakteur das Magazin „Guitar Dreams“.
Hofacker hat mehrere Bücher veröffentlicht, darunter Rolling Stones – Confessin' The Blues (Bosworth Verlag, 2009, 5. überarbeitete Auflage 2013), das Wolfgang Niedecken „Standardwerk!“ und „unbedingt empfehlenswert“ nannte. 2012 erschien mit Von Edison bis Elvis – wie die Popmusik erfunden wurde (Reclam) eine Studie zur Vorgeschichte der Popmusik, und 2016 veröffentlichte Hofacker 1967 – als Pop unsere Welt für immer veränderte (Reclam, 3. Auflage 2017). Die Frankfurter Allgemeine Woche schrieb dazu: „...seine Analyse ist ein Beispiel für den gründlichen traditionellen Musikjournalismus, den man in Zeiten sich selbst feiernder Popreporter und Diskurstheoretiker immer seltener findet.“ Bild zählte 1967 – als Pop unsere Welt für immer veränderte zu den „wirklich besten Büchern“ des Jahres und urteilte: „Eine Gesamtschau, die so bisher gefehlt hat.“
Im Mai 2018 erschien im Rahmen der 100-Seiten-Reihe von Reclam der Band Rolling Stones (Reclam, 2018), im März 2019 der Band Live fast, love hard and die young. Tragische Geschichten aus Rock und Pop (Reclam).
2013 wurde Hofacker für seinen Artikel „Tropenholz-Report“ als „Fachjournalist des Jahres“ mit dem 2. Preis beim Karl Theodor Vogel Preis der Deutschen Fachpresse ausgezeichnet.
2013/14 betreute Hofacker als Mitglied des Wissenschaftlichen Beirats der Völklinger Hütte das  Ausstellungsprojekt „Generation Pop“. Von 2014 bis 2016 managte Hofacker die Münchener Indiepop-Band Matija, vormals The Capitols. Zudem präsentierte Hofacker von 2016 bis 2019 beim Internetsender ByteFM seine eigene Radiosendung „Circles“.
Nach seinem Romandebüt Flint oder der wundersame Gesang des Mellotron (Agenda Verlag, Mai 2019) veröffentlichte Hofacker im Februar 2020 wiederum bei Reclam Die 70er. Der Sound eines Jahrzehnts (Reclam-Verlag, 2020). Die FAZ urteilte: „Eine mitreißend geschriebene Chronik dieser Epoche“, Manfred Papst befand in der NZZ: „Gründlich und gerade deshalb unterhaltsam.“
Ernst Hofacker hat eine Tochter und lebt in Münster.

## Buchveröffentlichungen
- Die Prinzen – Fakten, Fotos, Hintergründe (Edel Company, 1994)
- Rolling Stones – Confessin' The Blues: Die Musik der Rolling Stones 1963 - 2008 (Bosworth Edition, 2009)
- Giganten. Die legendären Baumeister der Rockmusik (Hannibal Verlag, 2011)
- Von Edison bis Elvis – wie die Popmusik erfunden wurde (Reclam-Verlag, 2012)
- Rocky – vom Mythos zum Musical (Edel Germany, 2012)
- 1967 – als Pop unsere Welt für immer veränderte (Reclam-Verlag, 2016)
- Rolling Stones – 100 Seiten (Reclam-Verlag, 2018)
- Live fast, love hard and die young. Tragische Geschichten aus Rock und Pop (Reclam-Verlag, 2019)
- Flint oder der wundersame Gesang des Mellotron (Roman, Agenda Verlag, 2019)
- Die 70er. Der Sound eines Jahrzehnts (Reclam-Verlag, 2020)
- Rolling Stones für Klugscheißer (Klartext Verlag, 2020)
- Irgendwie, irgendwo, irgendwann... Das Quiz zur Popmusik der 80er Jahre (Klartext Verlag, 2020)
- Knowing me, knowing you, ahaa. Das Quiz zur Popmusik der 60/70er Jahre (Klartext Verlag, 2021)
- Rolling Stones. Populäre Irrtümer und andere Wahrheiten (Klartext Verlag, 2022)
- The Beatles. Populäre Irrtümer und andere Wahrheiten (Klartext Verlag, 2022)